# 운명 (2017년 영화)
《운명》(일본어: DESTINY 鎌倉ものがたり)은 2017년 일본의 판타지 영화로, 사이간 료헤이의 만화 《가마쿠라 이야기》(鎌倉ものがたり)의 실사화 작품이다. 사카이 마사토, 다카하타 미쓰키, 안도 사쿠라, 쓰쓰미 신이치가 출연했고 야마자키 다카시 감독이 각본을 쓰고 연출했다.

## 줄거리
신혼 부부인 잇시키 마사카즈와 아키코가 살고 있는 가마쿠라는 요괴와 유령이 자유롭게 길을 거닐며 주민들과 가깝게 지내는 기묘한 마을이다. 그런 곳이다보니 사건사고들도 요괴와 유령들이 개입하여 평범하지 않은 모습을 보여준다. 미스터리 작가인 마사카즈는 경찰의 자문으로 활동하며 기묘한 사건들을 해결하기도 한다.
요괴들의 야시장에서 사온 버섯을 잘못 먹은 뒤로 부부는 유체이탈이 되기 쉬운 몸이 되고, 특히 마사카즈는 유령을 볼 수 있게 된다. 가마쿠라에서는 죽어서도 본인의 선택에 따라 가까운 이의 생명 에너지를 받아 유령으로 현세에 머물 수 있었다. 유령이 되어서 기다리다가 함께 저승으로 간 노부부를 본 아키코는 자신도 유령이 되어 마사카즈 곁에 있고 싶어 한다.
하루는 이상하게 부부에게 불운한 일이 이어지고, 부부는 집에 가난신이 들러붙었음을 알게 된다. 가난신은 집의 재산을 없애는 민폐스러운 신이지만, 상냥한 아키코는 그런 가난신에게도 손님으로서 성심성의껏 대접해준다. 가난신은 그런 아키코에게 감동해 자신이 가지고 있던 낡은 그릇을 선물로 남긴다. 한편, 마사카즈의 친구 혼다는 죽고 난 후 가족을 위해 유령이 되려고 했지만, 그러려면 가족의 생명 에너지, 즉 수명을 받아야 한다는 걸 알게 되자 대신, 흉측한 모습이더라도 요괴로 변하는 길을 택한다. 그러다 아내가 새로운 남자를 만나기 시작하자 분노한다. 하지만 그 남자가 진심으로 아내를 사랑한다는 걸 알게 되자 분노를 잠재운다.
마사카즈와 아키코가 부부 생활을 이어가던 아키코가 육체를 잃어버리는 사건이 일어난다. 유령이 된 아키코는 마사카즈의 생명 에너지를 빨아먹으며 현세에 존속하고 있었고, 그 때문에 마사카즈의 건강이 나빠진다. 이에 아키코는 마사카즈를 위해 사신을 따라 저승으로 가는 것을 택한다. 뒤늦게 아키코와 누리던 행복을 깨달은 마사카즈는 아키코를 되살리기 위해 수소문한다. 아키코의 육체는 누군가가 빼돌려 어느 가족의 죽은 어머니에게 주었음이 밝혀진다.
마사카즈에게는 환상 소설가 고타키 이쓰시로의 책에서 저승으로 가는 법을 발견하고, 직접 저승으로 가기로 한다. 현세로 돌아오는 방법은 저승에 있을 고타키에게 듣기로 한다. 긴 할멈의 도움을 받아 유체이탈을 한 마사카즈는 스스로 저승행 열차에 오른다. 그렇게 삼도천을 건너 도착한 저승은 의외로 죽은 이들이 환생을 기다리며 평화롭게 살아가는 곳이었다. 고타키를 찾아간 마사카즈는 고타키의 정체가 바로 자신의 아버지가 변장한 것이었음을 알게 된다. 아버지는 이승으로 돌아가려면 작가의 상상력을 활용해야 한다고 일러준다.
한편, 아키코를 저승으로 데려간 흑막은 인간들의 생전의 욕망이 결집되어 탄생한 요괴 '덴토키'였다. 아키코에게 집착하고 있던 덴토키는 그녀의 육체를 빼앗고 저승으로 불러들여 결혼을 강요하고 있었지만, 아키코가 철저하게 거부하고 있었다. 그때 마사카즈가 나타나, 상상력으로 무기를 재현시켜 덴토키에게 맞선다. 마사카즈와 아키코는 전생에서부터 부부였으며, 전생 때 이미 덴토키를 격퇴한 바 있음이 밝혀진다. 마사카즈는 덴토키와 그 부하들을 제압하고 아키코를 빼내어 탈출하는 데 성공하지만, 그러자 덴토키가 거대한 괴수로 변해 그들을 쫓는다. 결국 덴토키가 삼도천 한복판에서 그들을 붙잡고, 마사카즈를 살리고 싶으면 결혼하라고 아키코가 마사카즈를 살리기 위해 어쩔 수 없이 결혼을 맹세하려던 찰나, 가난신의 밥그릇이 나타나더니 덴토키를 격퇴하고 부부를 감싸 현세로 보내준다.

## 출연진
- 사카이 마사토/이코마 쇼타(아역) - 잇시키 마사카즈
- 다카하타 미쓰키 - 잇시키 아키코
- 쓰쓰미 신이치 - 혼다
  - 미나즈키 샐리 - 마물 혼다(소형)
  - 야마모토 스스무 - 마물 혼다(중형)
  - 무라카미 가즈나리 - 마물 혼다(대형)
- 안도 사쿠라 - 사신
- 다나카 민 - 가난신
- 나카무라 다마오 - 긴 할머니
- 이치카와 미카코 - 혼다 사토코
- 아와노 사리 - 혼다 히로코
- 무로 쓰요시 - 히로시
- 카나메 준 - 이나리 형사
- 오쿠라 고지 - 가와하라 형사
- 간베 히로시 - 오소레야마 형사
- 구니무라 준 - 다이부쓰 형사
- 후루타 아라타(목소리)/사쿠라이 아키요시(동작) - 덴토키
- 미우라 토모카즈 - 잇시키 고타로 / 고타키 이쓰시로
- 츠루타 마유 - 잇시키 에미코
- 야쿠시마루 히로코 - 요릿집 '시즈'의 여주인
- 요시유키 카즈코 - 세토 유코
- 하시즈메 이사오 - 유코의 남편
- 기노시타 호카 - 가네미쓰 가즈오